# 新たな時代
『新たな時代』はHBO(日本ではスター・チャンネルが放送)のファンタジー・ドラマ・シリーズである『ゲーム・オブ・スローンズ』の第3章『戦乱の嵐-前篇-』の第1話である。プロデューサーでもあるデイヴィッド・ベニオフ と D・B・ワイスによって、原作『剣嵐の大地』に基づいて脚本が書かれ、 ダニエル・ミナハンが監督した。
物語は第2章の直後から始まる。〈ブラックウォーターの戦い〉の後、タイウィンは負傷したティリオンから権力を奪っている。ジョン・スノウはマンス・レイダーに会い〈野人〉の仲間に加わる。ダヴォス・シーワースはドラゴンストーンに戻り、メリサンドルを襲うが捕えられる。デナーリスは奴隷商人湾のアスタポアに着き、バリスタン・セルミーに命を救われて奉仕を受け入れる。

## あらすじ

### 〈壁〉の向こう側
本エピソードは、ホワイト・ウォーカーが〈冥夜の守人〉の隊を襲い、わずかな生存者しか残さなかった直後のシーンから始まる。続く嵐の中で、サムウェル・ターリー(ジョン・ブラッドリー)は、ジョン・スノウのダイアウルフのゴーストと総帥ジオー・モーモント(ジェームズ・コスモ)に救われる。総帥は、サムが敵の来襲を警告する鴉を南に送り出せなかったことを叱責し、生存者たちに〈壁〉に戻るよう命じる。
ジョン・スノウ(キット・ハリントン)はいまだにイグリット(ローズ・レスリー)と仲間の〈野人〉に囚われているが、マンス・レイダー(キアラン・ハインズ)に会いに連れて行かれる。テントに入った時、最初〈巨人殺しのトアマンド〉を〈壁の向こうの王〉だと勘違いする。だがマンスは自ら正体を明かし、ジョンが〈冥夜の守人〉を脱走した動機を尋ねる。クラスターが自分の子をホワイト・ウォーカーに捧げていたのを総帥が知りながら何もしなかったからだとジョンは言い、マンスはジョンの答えを気に入る。

### キングズランディング
キングズランディングでは、騎士に叙されたばかりのブロン(ジェローム・フリン)が再びティリオン(ピーター・ディンクレイジ)に仕え始めるが、賃上げを要求する。ティリオンは〈ブラックウォーターの戦い〉で傷を負い、父が来てスタニスの軍を破った名誉を独り占めにして以来、隠遁生活を送っている。姉サーセイ (レナ・ヘディ)がティリオンを訪ねてきて何を父に言うつもりなのか尋ねる。〈王の手〉の地位を取り上げた父タイウィン(チャールズ・ダンス)はティリオンと会うが、〈ブラックウォーター〉の戦いでの功績を認めてくれという願いに耳を貸さない。ラニスター家代々の領地であるキャスタリーロックの後継者にしてくれという要求を聞いた時、タイウィンは拒絶してティリオンを激しく侮辱する。
ピーター・ベイリッシュ(エイダン・ギレン)は、シェイ(シベル・ケキリ)が仕えるサンサ(ソフィー・ターナー)に接近する。まもなくキングズランディングを出る命令が下ると言い、秘密を守れるならば連れ出してやると言う。ベイリッシュの部下のロスは、ベイリッシュ公とサンサから目を離さない方がいいと用心深くシェイに言う。
ジョフリー王(ジャック・グリーソン)とレディ・マージェリー(ナタリー・ドーマー)の行列が〈蚤の溜まり場〉を通った時、マージェリーは輿を降りて孤児院を訪れ、子供たちを慰める。だがジョフリーは窓を閉めて輿に閉じこもる。タイレル家との食事の卓で、ジョフリーとサーセイは穏やかな侮辱を交わしあう。

### ブラックウォーター湾とドラゴンストーン
ブラックウォーター湾で船が破壊され、ダヴォス・シーワース(リアム・カニンガム)は岩の上で生き延び、旧友のサラドール・サーンの配下の船に拾われる。ダヴォスは息子のマットスが死んだ際のことを話す。サーンは、スタニス・バラシオン(スティーヴン・ディレイン)がドラゴンストーンで閉じこもり、メリサンドル(カリス・ファン・ハウテン)は人々を生きながら火あぶりにし、スタニスはメリサンドルとしか話をしないという。ダヴォスは、メリサンドルを暗殺してもスタニスへの悪影響を止めるため、ドラゴンストーンで船を下ろしてくれと頼む。ダヴォスはスタニスに謁見を許されるが、王であり友である人物が、自分が生き残ったことに全く関心を払わず、メリサンドルを遠ざけようとしないことに衝撃を受ける。メリサンドルは、ダヴォスがスタニスを説いてメリサンドルを戦いに連れて行かなかったために、魔法を使って勝つことができなかったのだと当てこすりを言う。メリサンドルが死んだダヴォスの息子の話をした時、ダヴォスは自制を失ってメリサンドルを襲うが、護衛に阻まれ、スタニスはダヴォスを地下牢に閉じ込めるよう命じる。

### 〈ハレンの巨城〉
ロブ・スターク(リチャード・マッデン)はラニスター軍と戦うために〈ハレンの巨城〉に着く。だがグレガー・クレゲインはすべての捕虜を殺して立ち去った後である。キャトリン(ミシェル・フェアリー)がジェイミー・ラニスターを解放したために、息子を殺されたカースターク公は不満を抱え、ルース・ボルトン(マイケル・マケルハットン)に同情される。最高の追手が探しているのでジェイミーは必ず見つかるとボルトンは言う。ロブは、死者の中で生き残ったクァイバーンを見つける。

### 狭い海の向こう側
ドラゴンが急速に育つ中、デナーリス・ターガリエン(エミリア・クラーク)は奴隷商人湾のアスタポアに着き、〈穢れなき軍団〉と呼ばれる有名な宦官奴隷の兵士を購入しようと考える。デナーリスとジョラー・モーモント(イアン・グレン)は宦官兵士の恐るべき忍耐を見せられるが、兵士が受ける残酷な訓練のことを聞いておぞましく思う。近くの市場を歩いていた時、少女の姿の黒魔導師が蠍のような生き物を使ってデナーリスを暗殺しようとする。だがロバート王の〈王の盾〉の総帥であったバリスタン・セルミー(イアン・マッケルヒニー)によって阻まれ、バリスタンはデナーリスに忠誠を誓う。

## 製作

### 脚本
原作第三部『剣嵐の大地』の第5、6、8、9、11、24章に基づいて、プロデューサーでもあるデイヴィッド・ベニオフ と D・B・ワイスが脚本を書いた。
原作第三部で描かれる、ロブ・スタークの結婚およびホワイト・ウォーカーが〈冥夜の守人〉を襲う場面はドラマ第2章ですでに使われている。逆に、バリスタン・セルミーがデナーリス・ターガリエンを救うシーンは原作第二部『王狼たちの戦旗』から移されている。
ドラマのために創作されたシーンには、マージェリー・タイレルが孤児院を訪れるところ、タイレル家との食事シーン、ティリオンとブロンの会話、ティリオンとサーセイとの会話、サンサとリトルフィンガーの会話である。

### キャスティング
本エピソードでは、〈野人〉の指導者であり〈冥夜の守人〉の脱走者であるマンス・レイダー役としてキアラン・ハインズが登場する。プロデューサーによれば、マンスは王に生まれついたわけではなく、すべての氏族を説得し自分の指導のもとに連合させて〈壁の向こうの王〉になった人物であったため、そのようなカリスマを持った俳優を探さなくてはならず、キャスティングは非常に難しかったと言う。

### ヴァリリア語
第一章でドスラク語を創作したデイヴィッド・J・ピーターソンが、崩壊した古代ヴァリリア帝国の言語であるヴァリリア語を創作するよう依頼された。ピーターソンは、帝国の最盛期に話され、いまだに学問や洗練された会話で使われる〈高ヴァリリア語〉と、奴隷商人湾一帯で話されるクレオール言語のような方言である〈低ヴァリリア語〉の二つの言語を創作した。二つの言語の関係は古典ラテン語とロマンス諸語の関係と似ている。

### ロケーション
前章に引き続き、室内シーンはベルファスト郊外のスタジオで撮られ、多くの野外シーンは北アイルランドの各地で撮られた。
キングズランディングの野外シーンはクロアチアのドゥブロヴニクで撮影され、〈壁〉の北のシーンはアイスランドで撮影された。
奴隷商人湾の都市アスタポアのシーンはモロッコのマラケシュの近くのエッサウィラで撮影された。

## 評判

### 視聴者数
初回放送は440万人が視聴し、同夜の再放送も含めれば670万人が視聴し、シリーズ最高記録となった。

### 賞
2013年プライムタイム・エミー賞の美術監督賞シングルカメラ・シリーズ部門、メイクアップ賞シリーズ/ミニシリーズ/テレビ映画/スペシャル番組部門（人工装具)にノミネートされ、視覚効果賞シリーズ部門を受賞した。

## 参照
1. ↑  Hibberd, James (2013年4月2日). “'Game of Thrones' season 3 premiere ratings break records”.   Entertainment Weekly. 2013年4月2日閲覧。